# Joseph Eugène Persil
Pour les articles homonymes, voir Persil (homonymie).
Joseph Eugène Persil est un homme politique français né le 4 juin 1808 à Paris et mort le 18 décembre 1841 à Paris.

## Biographie
Fils de Jean-Charles Persil, il est substitut à la cour d'appel de Paris en 1835, puis député du Gers de 1839 à 1841, siégeant dans la majorité conservatrice soutenant les ministères de la Monarchie de Juillet.

## Sources
- « Joseph Eugène Persil », dans Adolphe Robert et Gaston Cougny, Dictionnaire des parlementaires français, Edgar Bourloton, 1889-1891 [détail de l’édition]